# Ivanhoe (Teksas)
Ivanhoe je grad u američkoj saveznoj državi Teksas. Prema popisu stanovništva iz 2010. u njemu je živjelo 887 stanovnika.